# Spinnenwebtrosvlies
Het spinnenwebtrosvlies (Botryobasidium candicans) is een schimmel behorend tot de familie Botryobasidiaceae. Het leeft saprotroof op dood loofhout o.a. els (Alnus) en eik (Quercus) in vochtige en/of voedselrijke biotopen. De vruchtlichamen zijn te vinden op ontschorst hout, waar ze bij vochtig weer in het late voorjaar en het vroege najaar verschenen.

## Kenmerken

### Uiterlijke kenmerken
Het spinnenwebtrosvlies heeft witachtige, webachtige vruchtlichamen die resupinaat op hun substraat groeien en er onder een vergrootglas enigszins spinnenwegachtig uitzien.

### Microscopische kenmerken
Zoals bij alle basidia uit het geslacht Botryobasidium, heeft het een monomitisch hyfensysteem en bestaat ze alleen uit generatieve hyfen die haaks vertakken. De basale hyfen zijn hyaliene, smal (<15 µm) en langcellig. De subhymeniale hyfen zijn hyaliene, kortcellig, dunwandig en cyaanfiel, d.w.z. dat wil zeggen dat ze gemakkelijk blauw kunnen worden gekleurd. De soort heeft geen cystidia of gespen. De veelal zessporige basidia van de soort groeien in groepen en zijn subcilindrisch. De sporen zijn 7–8 µm groot en ontkiemen in conidioforen van 500 × 6–9 µm die 14–19 × 8–10 µm conidia bevatten. Vaak wordt alleen het imperfecte stadium zonder basidia of sporen gevonden.

## Verspreiding
Het spinnenwebtrosvlies komt wijdverspreid voor inclusief de Canarische Eilanden en Noord-India. Het verspreidingsgebied is gematigd-subatlantisch. In Nederland komt het matig algemeen voor.